# Silla (Corea)
Silla (신라?, 新羅?, pronunciato [ɕiɭ.ɭa]) fu uno dei Tre regni di Corea, che durò dall'ottobre 57 a.C. all'agosto 935.
Esso venne fondato dal sovrano Park Hyeokgeose all'interno della confederazione denominata Samhan. Alleatosi con la Cina, il regno di Silla conquistò gli altri due regni, il Baekje nel 660 e il Goguryeo nel 668. Dopo queste conquiste venne ribattezzato dagli storici Silla unificato, ed il territorio della nuova realtà politica occupò la maggior parte della penisola coreana, mentre la parte a nord del Goguryeo diede vita al regno di Balhae. Dopo circa novecento anni, Silla si frammentò in tre ulteriori piccoli stati, denominati Tre regni posteriori, e si sottomise alla dinastia seguente dei Goryeo nel 935.

## Nome
Dalla nascita al suo periodo di massima espansione, il regno di Silla venne indicato con diversi Hanja per avvicinarsi il più possibile alla fonetica originaria coreana. I nomi in questione furono: Saro (사로?, 斯盧?), Sara (사라?, 斯羅?), Seona[beol] (서나[벌]?, 徐那 (伐)?), Seoya[beol] (서야[벌]?, 徐耶 (伐)?), Seora[beol] (서라[벌]?, 徐羅 (伐)?) e Seobeol (서벌?, 徐伐?). Nel 504 Jijeung standardizzò il nome del suo reame con gli hanja 新羅, che in lingua coreana moderna si leggono appunto Silla.
Sia il nome del regno, Silla, che quello della sua capitale, Seorabeol, vennero ampiamente utilizzati in tutta l'Asia nord-orientale come etnonimi della popolazione di quel territorio: apparvero così il termine Shiragi (新羅) in giapponese e il termine Solgo o Solho rispettivamente nella lingua degli Jurchen e dei loro successori, i Manciù. In mongolo moderno la Corea e i coreani sono ancora noti come Solongos (Солонгос).
Il Silla veniva anche indicato con il nome alternativo di Gyerim (鷄林, lett. "gallo della foresta"), nome utilizzato per indicare una foresta che si trova nei pressi del palazzo reale e nel quale, secondo la leggenda, il fondatore del regno Park Hyeokgeose sarebbe venuto fuori dall'uovo di una coccatrice, creatura leggendaria dall'aspetto di gallo.

## Storia

### Origini
Durante l'epoca dei Proto-Tre Regni di Corea, che va dalla caduta del regno di Gojoseon fino alla formazione dei tre regni di Goguryeo, Baekje e Silla, le città-stato della penisola coreana meridionale e centrale erano unificate in una sola confederazione denominata Samhan, all'interno di essa esisteva un'ulteriore confederazione denominata Jinhan entro la quale si trovava lo stato minore di Saroguk (사로국?, 斯盧國?), un piccolo territorio composto da sei villaggi governati da sei diversi clan e fondato dai rifugiati Yemaek di Gojoseon. Secondo un'altra teoria accettata, poteva anche trattarsi di popoli dispersi in fuga dalla comanderia di Lelang dopo l'invasione del Goguryeo.
Secondo le fonti storiche coreane, il Silla venne fondato intorno al 57 a.C. da Park Hyeokgeose, che secondo la leggenda sarebbe nato dall'uovo di una creatura fantastica, e quando raggiunse l'età di 13 anni i sei clan di Saro-guk si sottomisero a lui eleggendolo loro sovrano e della nuova città di Saro (pronunciato [si.raʔ]).
Varie iscrizioni su ritrovamenti archeologici come lapidi personali e monumenti attestano che i reali di Silla si consideravano discendenti del principe Xiongnu Jin Midi (Kim Il-je in coreano). Secondo alcuni storici, è possibile che esistesse una tribù coreanica che si era unita agli Xiongnu, ma i cui governanti tornarono successivamente in Corea sposandosi all'interno della famiglia reale di Silla; altri ricercatori sottolineano che i corredi funerari di Silla e degli Xiongnu orientali sono simili.
Nihon shoki e Kojiki menzionano il Silla come luogo in cui il dio Susanoo discese dal cielo dopo il suo esilio a Soshimori. Fino alla liberazione della Corea nel 1945, gli storici giapponesi del periodo Meiji affermarono che Susanoo avesse governato sul Silla e che i coreani fossero i suoi discendenti, legittimando così l'occupazione della Corea. Stando al registro genealogico giapponese dell'814 Shinsen shōjiroku, Inahi no Mikoto, fratello del mitologico imperatore Jinmu, era l'antenato dei re di Silla.

### Periodo iniziale
Il quarto re del Silla fu Talhae (57 d.C.–80 d.C.), genero di Namhae (4 d.C.–24 d.C.), che adottò Kim Al-chi, l'antenato dei Kim di Gyeongju.
Il territorio all'esterno della capitale fu conquistato durante il regno di Pasa (80–112). Appena salito al trono, egli ordinò di incoraggiare l'agricoltura, l'allevamento dei bachi da seta e l'addestramento dei soldati. I paesi di Eumjipbeol e Siljikgok gli chiesero di mediare una disputa territoriale, che venne invece risolta da Suro di Gimhae, un signorotto locale che si pronunciò a favore di Eumjipbeol. Suro inviò poi un assassino per uccidere Pasa, che si nascose nell'Eumjipbeol mentre l'assassino stava scappando. Siccome il re Tachugan di Eumjipbeol protesse l'assassino, Pasa invase Eumjipbeol nel 102. Sei anni dopo, il Silla attaccò l'entroterra e unificò Dabulguk, Bijigukuk e Chopalguk.
Sotto Naehae di Silla (196–230) scoppiò la Guerra degli Otto Regni Portuali per determinare l'egemonia sulla parte meridionale della penisola. Nel 209 gli otto regni nel bacino del fiume Nakdong attaccarono l'Ara Gaya, amico del Silla, perciò il principe di Ara Gaya chiese all'alleato di fornirgli un esercito. Naehae ordinò al principe ereditario Seok Uro di radunare le truppe, salvando seimila abitanti dell'Ara Gaya che erano stati rapiti. Tre anni dopo, tre degli otto paesi (Golpo-guk, Chilpo-guk e Gosapo-guk) lanciarono dei contrattacchi su Silla. Una battaglia ebbe luogo a Yeomhae, e la guerra finì quando il re di Silla scese in campo sconfiggendo i nemici.
Intorno al 250, a ovest si formò il regno di Baekje, sorpassando la confederazione di Mahan. A sud-ovest, la confederazione di Byeonhan fu sostituita dalla confederazione di Gaya. Nella Corea settentrionale, il Goguryeo distrusse l'ultima comanderia cinese nel 313 e divenne la più grande potenza della regione.

#### Centralizzazione della monarchia
Naemul di Silla (356–402) del clan Kim stabilì una monarchia ereditaria e assunse il titolo reale di Maripgan (마립간?, 麻立干?), come indicato nel Samguk yusa, anche se nel Samguk sagi appare ancora come Isageum (이사금?, 泥師今?). Naemul è considerato da molti storici il punto di partenza del governo dei Kim di Gyeongju, che durò più di 550 anni.
Nel 377 il Silla inviò degli emissari in Cina e stabilì rapporti con il Goguryeo. Di fronte alla pressione del Baekje a ovest e del Giappone a sud, nella seconda parte del IV secolo si alleò con il Goguryeo. Tuttavia, dopo la campagna di unificazione del re Gwanggaeto, il Silla perse il suo status di paese sovrano diventando un vassallo del Goguryeo. Quando il Goguryeo iniziò ad espandersi verso sud, spostando la capitale a Pyongyang nel 427, Nulji di Silla fu costretto ad allearsi con il Baekje.
Giunti al governo di Beopheung (514–540), il Silla era ormai un regno a tutti gli effetti, con il buddismo come religione di stato e un sistema di nomenclatura delle ere. Il Silla scese in guerra e assorbì la confederazione di Gaya, annettendo Geumgwan Gaya nel 532 e conquistando Daegaya nel 562, espandendo così il confine al bacino del fiume Nakdong.
Jinheung di Silla (540–576) creò una forte forza militare. Il Silla aiutò il Baekje a scacciare il Goguryeo dall'area del fiume Han, poi strappò il controllo dell'intera Corea centro-occidentale al Baekje nel 553, violando l'alleanza tra i due Paesi durata 120 anni. Inoltre, il re Jinheung fondò gli Hwarang.
Il periodo iniziale terminò con la morte di Jindeok di Silla e la fine del sistema di ranghi denominato golpum jedo.

### Silla unificato
Nel VII secolo il Silla si alleò con la dinastia cinese Tang. Nel 660, sotto Muyeol di Silla (654–661), l'alleanza Silla-Tang soggiogò Baekje, mentre nel 668, sotto il re Munmu di Silla (successore di Muyeol) e il generale Kim Yu-sin, conquistarono il Goguryeo a nord. Il Silla combatté poi contro la dinastia Tang per quasi un decennio per espellere dalla penisola le forze cinesi, intenzionate a creare delle colonie Tang, e stabilire un regno unificato che raggiungesse la moderna Pyongyang. La regione settentrionale del defunto stato di Goguryeo riemerse successivamente come Balhae.
Il periodo centrale della storia del Silla è caratterizzato dal crescente potere della monarchia a scapito della nobiltà jingol. Ciò fu possibile grazie alla ricchezza e al prestigio acquisiti con l'unificazione della penisola, nonché alla repressione di diverse rivolte aristocratiche armate successive all'unificazione, che offrì al re l'opportunità di epurare le famiglie e i rivali più potenti dell’autorità centrale. Inoltre, per circa un secolo la monarchia tentò di spogliare la burocrazia aristocratica delle terre istituendo un sistema di pagamento degli stipendi (jikjeon) in sostituzione del precedente sistema (nogeup) per cui ai funzionari aristocratici venivano concesse delle terre da sfruttare come salario. Queste iniziative reali non riuscirono però a controllare il potere dell'aristocrazia. La metà e la fine dell'VIII secolo videro nuove rivolte guidate dal clan Kim, che di fatto limitarono l'autorità reale. La prova di questa erosione fu l’abrogazione del sistema jikjeon e il ritorno del sistema nogeup nel 757.
Nel 780 Hyegong di Silla venne assassinato, troncando la discendenza reale di Muyeol di Silla. La fine di Hyegong fu il culmine di una lunga guerra civile che coinvolse la maggior parte delle famiglie nobili di alto rango del regno. Con la sua morte, il re fu ridotto a poco più che un leader di facciata mentre le famiglie aristocratiche diventavano sempre più indipendenti dal controllo centrale. I nuovi sovrani vennero cercati nella casata di Wonseong di Silla (785–798), nonostante le continue proteste della stirpe Kim ne mettessero in dubbio la legittimità.

### Declino e caduta
Gli ultimi 150 anni della storia del Silla furono caratterizzati da rivolte e guerre civili quasi costanti mentre le famiglie aristocratiche raggiungevano il dominio effettivo al di fuori della capitale e della corte reale. La fine di questo periodo, chiamato dei Tre tegni posteriori, vide la breve comparsa dei regni di Hubaekje e Taebong, e la sottomissione del Silla al Goryeo.

## Politica

### Re
Pre-unificazione
1. Hyeokgeose 57 a.C. – 4 d.C.
2. Namhae 4–24
3. Yuri 24–57
4. Talhae 57–80
5. Pasa 80–112
6. Jima 112–134
7. Ilseong 134–154
8. Adalla 154–184
9. Beolhyu 184–196
10. Naehae  196–230
11. Jobun 230–247
12. Cheomhae 247–261
13. Michu 262–284
14. Yurye 284–298
15. Girim 298–310
16. Heulhae 310–356
17. Naemul 356–402
18. Silseong 402–417
19. Nulji 417–458
20. Jabi 458–479
21. Soji 479–500
22. Jijeung 500–514
23. Beopheung 514–540
24. Jinheung 540–576
25. Jinji 576–579
26. Jinpyeong 579–632
27. Seondeok 632–647
28. Jindeok 647–654
29. Muyeol 654–661

Post-unificazione
1. Munmu 661–681
2. Sinmun 681–691
3. Hyoso 692–702
4. Seongdeok 702–737
5. Hyoseong 737–742
6. Gyeongdeok 742–765
7. Hyegong 765–780
8. Seondeok 780–785
9. Wonseong 785–798
10. Soseong 798–800
11. Aejang 800–809
12. Heondeok 809–826
13. Heungdeok 826–836
14. Huigang 836–838
15. Minae 838–839
16. Sinmu 839
17. Munseong 839–857
18. Heonan 857–861
19. Gyeongmun 861–875
20. Heongang 875–886
21. Jeonggang 886–887
22. Jinseong 887–897
23. Hyogong 897–912
24. Sindeok 912–917
25. Gyeongmyeong 917–924
26. Gyeongae 924–927
27. Gyeongsun 927–935

## Milizia

### Hwarang
I hwarang erano l'istituzione più famosa di Silla. Letteralmente il termine "hwarang" significa "ragazzi del fiore". Il gruppo dei hwarang era prettamente maschile e nacque dopo che un esperimento comprendente anche delle ragazze (wŏnhua) fallì. I ragazzi di famiglie nobili tra i 15-16 anni venivano addestrati per poi, molto probabilmente, superare un rito di iniziazione al compimento dei 18 anni, con cui potevano diventare un Hwarang a tutti gli effetti. I Hwarang non erano solo abili guerrieri, ma venivano addestrati anche in discipline quali l'arte, la musica, la medicina, la danza e la letteratura. Inoltre molti di loro erano monaci buddhisti.